# Wrestle-1 Championship
Le Wrestle-1 Championship est un championnat de catch utilisé par la Wrestle-1. Il fut introduit le 21 juillet 2014, où Masayuki Kōno a battu Kai en finale d'un tournoi pour couronner le premier Wrestle-1 Champion.
Le titre a connu 7 règnes pour un total de 6 champions différents. L'actuel champion est Yuji Hino, qui a remporté le titre contre Manabu Soya le 10 janvier 2016.

## Histoire du titre
Le 21 juillet 2014, un an après les débuts de la fédération, la Wrestle-1 (W-1) a annoncé la création de son premier titre, le Wrestle-1 Championship,. Auparavant la W-1 utilise les championnats des fédérations partenaires comme l'All Star Wrestling, l'European Wrestling Promotion, la Pro Wrestling Zero1 et la Total Nonstop Action Wrestling. La fédération annonce que le premier champion va être le vainqueur d'un tournoi à élimination directe opposant 16 catcheurs tous sous contrat avec la W-1. Deux catcheurs passent par des matchs de qualification avant le premier tour : Jiro Kuroshio l'emporte face à Andy Wu et Daiki Inaba bat Koji Doi le 31 août. Le tournoi débute le 21 septembre pour se terminer le 8 octobre par la victoire de Masayuki Kōno en finale face à Kai,.
|  | Huitièmes de finale                                        | Huitièmes de finale                        | Huitièmes de finale                                             | Huitièmes de finale                        |                  |                  | Quarts de finale                                                | Quarts de finale                                                | Quarts de finale                                                | Quarts de finale                                                |  |  | Demi-finales                            | Demi-finales                            | Demi-finales                            | Demi-finales                            |  |  | Finale                                  | Finale                                  | Finale                                  | Finale                                  |
|  |                                                            |                                            |                                                                 |                                            |                  |                  |                                                                 |                                                                 |                                                                 |                                                                 |  |  |                                         |                                         |                                         |                                         |  |  |                                         |                                         |                                         |                                         |
|  | Korakuen Hall, Tokyo le 22 septembre 2014.                 | Korakuen Hall, Tokyo le 22 septembre 2014. | Korakuen Hall, Tokyo le 22 septembre 2014.                      | Korakuen Hall, Tokyo le 22 septembre 2014. |                  |                  | Nagoya Congress Convention Centre, Nagoya le 23 septembre 2014. | Nagoya Congress Convention Centre, Nagoya le 23 septembre 2014. | Nagoya Congress Convention Centre, Nagoya le 23 septembre 2014. | Nagoya Congress Convention Centre, Nagoya le 23 septembre 2014. |  |  | Korakuen Hall, Tokyo le 8 octobre 2014. | Korakuen Hall, Tokyo le 8 octobre 2014. | Korakuen Hall, Tokyo le 8 octobre 2014. | Korakuen Hall, Tokyo le 8 octobre 2014. |  |  | Korakuen Hall, Tokyo le 8 octobre 2014. | Korakuen Hall, Tokyo le 8 octobre 2014. | Korakuen Hall, Tokyo le 8 octobre 2014. | Korakuen Hall, Tokyo le 8 octobre 2014. |
|  | Kai                                                        | Kai                                        | Tombé                                                           | Tombé                                      |                  |                  | Nagoya Congress Convention Centre, Nagoya le 23 septembre 2014. | Nagoya Congress Convention Centre, Nagoya le 23 septembre 2014. | Nagoya Congress Convention Centre, Nagoya le 23 septembre 2014. | Nagoya Congress Convention Centre, Nagoya le 23 septembre 2014. |  |  | Korakuen Hall, Tokyo le 8 octobre 2014. | Korakuen Hall, Tokyo le 8 octobre 2014. | Korakuen Hall, Tokyo le 8 octobre 2014. | Korakuen Hall, Tokyo le 8 octobre 2014. |  |  | Korakuen Hall, Tokyo le 8 octobre 2014. | Korakuen Hall, Tokyo le 8 octobre 2014. | Korakuen Hall, Tokyo le 8 octobre 2014. | Korakuen Hall, Tokyo le 8 octobre 2014. |
|  | Kai                                                        | Kai                                        | Tombé                                                           | Tombé                                      |                  |                  | Nagoya Congress Convention Centre, Nagoya le 23 septembre 2014. | Nagoya Congress Convention Centre, Nagoya le 23 septembre 2014. | Nagoya Congress Convention Centre, Nagoya le 23 septembre 2014. | Nagoya Congress Convention Centre, Nagoya le 23 septembre 2014. |  |  | Korakuen Hall, Tokyo le 8 octobre 2014. | Korakuen Hall, Tokyo le 8 octobre 2014. | Korakuen Hall, Tokyo le 8 octobre 2014. | Korakuen Hall, Tokyo le 8 octobre 2014. |  |  | Korakuen Hall, Tokyo le 8 octobre 2014. | Korakuen Hall, Tokyo le 8 octobre 2014. | Korakuen Hall, Tokyo le 8 octobre 2014. | Korakuen Hall, Tokyo le 8 octobre 2014. |
|  | Manabu Soya                                                | Manabu Soya                                | 23:40                                                           | 23:40                                      |                  |                  | Nagoya Congress Convention Centre, Nagoya le 23 septembre 2014. | Nagoya Congress Convention Centre, Nagoya le 23 septembre 2014. | Nagoya Congress Convention Centre, Nagoya le 23 septembre 2014. | Nagoya Congress Convention Centre, Nagoya le 23 septembre 2014. |  |  | Korakuen Hall, Tokyo le 8 octobre 2014. | Korakuen Hall, Tokyo le 8 octobre 2014. | Korakuen Hall, Tokyo le 8 octobre 2014. | Korakuen Hall, Tokyo le 8 octobre 2014. |  |  | Korakuen Hall, Tokyo le 8 octobre 2014. | Korakuen Hall, Tokyo le 8 octobre 2014. | Korakuen Hall, Tokyo le 8 octobre 2014. | Korakuen Hall, Tokyo le 8 octobre 2014. |
|  | Manabu Soya                                                | Manabu Soya                                | 23:40                                                           | 23:40                                      | Kai              | Kai              | Tombé                                                           | Tombé                                                           |                                                                 |                                                                 |  |  | Korakuen Hall, Tokyo le 8 octobre 2014. | Korakuen Hall, Tokyo le 8 octobre 2014. | Korakuen Hall, Tokyo le 8 octobre 2014. | Korakuen Hall, Tokyo le 8 octobre 2014. |  |  | Korakuen Hall, Tokyo le 8 octobre 2014. | Korakuen Hall, Tokyo le 8 octobre 2014. | Korakuen Hall, Tokyo le 8 octobre 2014. | Korakuen Hall, Tokyo le 8 octobre 2014. |
|  | Industrial Exhibition Hall, Kanazawa le 21 septembre 2014. |                                            |                                                                 |                                            | Kai              | Kai              | Tombé                                                           | Tombé                                                           |                                                                 |                                                                 |  |  | Korakuen Hall, Tokyo le 8 octobre 2014. | Korakuen Hall, Tokyo le 8 octobre 2014. | Korakuen Hall, Tokyo le 8 octobre 2014. | Korakuen Hall, Tokyo le 8 octobre 2014. |  |  | Korakuen Hall, Tokyo le 8 octobre 2014. | Korakuen Hall, Tokyo le 8 octobre 2014. | Korakuen Hall, Tokyo le 8 octobre 2014. | Korakuen Hall, Tokyo le 8 octobre 2014. |
|  |                                                            |                                            | Minoru Tanaka                                                   | Minoru Tanaka                              | 18:18            | 18:18            |                                                                 |                                                                 |                                                                 |                                                                 |  |  | Korakuen Hall, Tokyo le 8 octobre 2014. | Korakuen Hall, Tokyo le 8 octobre 2014. | Korakuen Hall, Tokyo le 8 octobre 2014. | Korakuen Hall, Tokyo le 8 octobre 2014. |  |  | Korakuen Hall, Tokyo le 8 octobre 2014. | Korakuen Hall, Tokyo le 8 octobre 2014. | Korakuen Hall, Tokyo le 8 octobre 2014. | Korakuen Hall, Tokyo le 8 octobre 2014. |
|  | Minoru Tanaka                                              | Minoru Tanaka                              | Minoru Tanaka                                                   | Minoru Tanaka                              | 18:18            | 18:18            | Tombé                                                           | Tombé                                                           |                                                                 |                                                                 |  |  | Korakuen Hall, Tokyo le 8 octobre 2014. | Korakuen Hall, Tokyo le 8 octobre 2014. | Korakuen Hall, Tokyo le 8 octobre 2014. | Korakuen Hall, Tokyo le 8 octobre 2014. |  |  | Korakuen Hall, Tokyo le 8 octobre 2014. | Korakuen Hall, Tokyo le 8 octobre 2014. | Korakuen Hall, Tokyo le 8 octobre 2014. | Korakuen Hall, Tokyo le 8 octobre 2014. |
|  | Minoru Tanaka                                              | Minoru Tanaka                              | Nagoya Congress Convention Centre, Nagoya le 23 septembre 2014. |                                            |                  |                  | Tombé                                                           | Tombé                                                           |                                                                 |                                                                 |  |  | Korakuen Hall, Tokyo le 8 octobre 2014. | Korakuen Hall, Tokyo le 8 octobre 2014. | Korakuen Hall, Tokyo le 8 octobre 2014. | Korakuen Hall, Tokyo le 8 octobre 2014. |  |  | Korakuen Hall, Tokyo le 8 octobre 2014. | Korakuen Hall, Tokyo le 8 octobre 2014. | Korakuen Hall, Tokyo le 8 octobre 2014. | Korakuen Hall, Tokyo le 8 octobre 2014. |
|  | Daiki Inaba                                                | Daiki Inaba                                | 12:31                                                           | 12:31                                      |                  |                  |                                                                 |                                                                 |                                                                 |                                                                 |  |  | Korakuen Hall, Tokyo le 8 octobre 2014. | Korakuen Hall, Tokyo le 8 octobre 2014. | Korakuen Hall, Tokyo le 8 octobre 2014. | Korakuen Hall, Tokyo le 8 octobre 2014. |  |  | Korakuen Hall, Tokyo le 8 octobre 2014. | Korakuen Hall, Tokyo le 8 octobre 2014. | Korakuen Hall, Tokyo le 8 octobre 2014. | Korakuen Hall, Tokyo le 8 octobre 2014. |
|  | Daiki Inaba                                                | Daiki Inaba                                | 12:31                                                           | 12:31                                      | Kai              | Kai              | Tombé                                                           | Tombé                                                           |                                                                 |                                                                 |  |  |                                         |                                         |                                         |                                         |  |  | Korakuen Hall, Tokyo le 8 octobre 2014. | Korakuen Hall, Tokyo le 8 octobre 2014. | Korakuen Hall, Tokyo le 8 octobre 2014. | Korakuen Hall, Tokyo le 8 octobre 2014. |
|  | Korakuen Hall, Tokyo le 22 septembre 2014.                 |                                            |                                                                 |                                            | Kai              | Kai              | Tombé                                                           | Tombé                                                           |                                                                 |                                                                 |  |  |                                         |                                         |                                         |                                         |  |  | Korakuen Hall, Tokyo le 8 octobre 2014. | Korakuen Hall, Tokyo le 8 octobre 2014. | Korakuen Hall, Tokyo le 8 octobre 2014. | Korakuen Hall, Tokyo le 8 octobre 2014. |
|  |                                                            |                                            | Shūji Kondō                                                     | Shūji Kondō                                | 12:50            | 12:50            |                                                                 |                                                                 |                                                                 |                                                                 |  |  |                                         |                                         |                                         |                                         |  |  | Korakuen Hall, Tokyo le 8 octobre 2014. | Korakuen Hall, Tokyo le 8 octobre 2014. | Korakuen Hall, Tokyo le 8 octobre 2014. | Korakuen Hall, Tokyo le 8 octobre 2014. |
|  | Hiroshi Yamato                                             | Hiroshi Yamato                             | Shūji Kondō                                                     | Shūji Kondō                                | 12:50            | 12:50            | Tombé                                                           | Tombé                                                           |                                                                 |                                                                 |  |  |                                         |                                         |                                         |                                         |  |  | Korakuen Hall, Tokyo le 8 octobre 2014. | Korakuen Hall, Tokyo le 8 octobre 2014. | Korakuen Hall, Tokyo le 8 octobre 2014. | Korakuen Hall, Tokyo le 8 octobre 2014. |
|  | Hiroshi Yamato                                             | Hiroshi Yamato                             | Korakuen Hall, Tokyo le 8 octobre 2014.                         |                                            |                  |                  | Tombé                                                           | Tombé                                                           |                                                                 |                                                                 |  |  |                                         |                                         |                                         |                                         |  |  | Korakuen Hall, Tokyo le 8 octobre 2014. | Korakuen Hall, Tokyo le 8 octobre 2014. | Korakuen Hall, Tokyo le 8 octobre 2014. | Korakuen Hall, Tokyo le 8 octobre 2014. |
|  | Seiki Yoshioka                                             | Seiki Yoshioka                             | 18:48                                                           | 18:48                                      |                  |                  |                                                                 |                                                                 |                                                                 |                                                                 |  |  |                                         |                                         |                                         |                                         |  |  | Korakuen Hall, Tokyo le 8 octobre 2014. | Korakuen Hall, Tokyo le 8 octobre 2014. | Korakuen Hall, Tokyo le 8 octobre 2014. | Korakuen Hall, Tokyo le 8 octobre 2014. |
|  | Seiki Yoshioka                                             | Seiki Yoshioka                             | 18:48                                                           | 18:48                                      | Hiroshi Yamato   | Hiroshi Yamato   | 15:11                                                           | 15:11                                                           |                                                                 |                                                                 |  |  |                                         |                                         |                                         |                                         |  |  | Korakuen Hall, Tokyo le 8 octobre 2014. | Korakuen Hall, Tokyo le 8 octobre 2014. | Korakuen Hall, Tokyo le 8 octobre 2014. | Korakuen Hall, Tokyo le 8 octobre 2014. |
|  | Korakuen Hall, Tokyo le 22 septembre 2014.                 |                                            |                                                                 |                                            | Hiroshi Yamato   | Hiroshi Yamato   | 15:11                                                           | 15:11                                                           |                                                                 |                                                                 |  |  |                                         |                                         |                                         |                                         |  |  | Korakuen Hall, Tokyo le 8 octobre 2014. | Korakuen Hall, Tokyo le 8 octobre 2014. | Korakuen Hall, Tokyo le 8 octobre 2014. | Korakuen Hall, Tokyo le 8 octobre 2014. |
|  |                                                            |                                            | Shūji Kondō                                                     | Shūji Kondō                                | Tombé            | Tombé            |                                                                 |                                                                 |                                                                 |                                                                 |  |  |                                         |                                         |                                         |                                         |  |  | Korakuen Hall, Tokyo le 8 octobre 2014. | Korakuen Hall, Tokyo le 8 octobre 2014. | Korakuen Hall, Tokyo le 8 octobre 2014. | Korakuen Hall, Tokyo le 8 octobre 2014. |
|  | Shūji Kondō                                                | Shūji Kondō                                | Shūji Kondō                                                     | Shūji Kondō                                | Tombé            | Tombé            | Tombé                                                           | Tombé                                                           |                                                                 |                                                                 |  |  |                                         |                                         |                                         |                                         |  |  | Korakuen Hall, Tokyo le 8 octobre 2014. | Korakuen Hall, Tokyo le 8 octobre 2014. | Korakuen Hall, Tokyo le 8 octobre 2014. | Korakuen Hall, Tokyo le 8 octobre 2014. |
|  | Shūji Kondō                                                | Shūji Kondō                                | Nagoya Congress Convention Centre, Nagoya le 23 septembre 2014. |                                            |                  |                  | Tombé                                                           | Tombé                                                           |                                                                 |                                                                 |  |  |                                         |                                         |                                         |                                         |  |  | Korakuen Hall, Tokyo le 8 octobre 2014. | Korakuen Hall, Tokyo le 8 octobre 2014. | Korakuen Hall, Tokyo le 8 octobre 2014. | Korakuen Hall, Tokyo le 8 octobre 2014. |
|  | Kaz Hayashi                                                | Kaz Hayashi                                | 16:35                                                           | 16:35                                      |                  |                  |                                                                 |                                                                 |                                                                 |                                                                 |  |  |                                         |                                         |                                         |                                         |  |  | Korakuen Hall, Tokyo le 8 octobre 2014. | Korakuen Hall, Tokyo le 8 octobre 2014. | Korakuen Hall, Tokyo le 8 octobre 2014. | Korakuen Hall, Tokyo le 8 octobre 2014. |
|  | Kaz Hayashi                                                | Kaz Hayashi                                | 16:35                                                           | 16:35                                      | Kai              | Kai              | 17:57                                                           | 17:57                                                           |                                                                 |                                                                 |  |  |                                         |                                         |                                         |                                         |  |  |                                         |                                         |                                         |                                         |
|  | Korakuen Hall, Tokyo le 22 septembre 2014.                 |                                            |                                                                 |                                            | Kai              | Kai              | 17:57                                                           | 17:57                                                           |                                                                 |                                                                 |  |  |                                         |                                         |                                         |                                         |  |  |                                         |                                         |                                         |                                         |
|  |                                                            |                                            | Masayuki Kōno                                                   | Masayuki Kōno                              | Tombé            | Tombé            |                                                                 |                                                                 |                                                                 |                                                                 |  |  |                                         |                                         |                                         |                                         |  |  |                                         |                                         |                                         |                                         |
|  | Masakatsu Funaki                                           | Masakatsu Funaki                           | Masayuki Kōno                                                   | Masayuki Kōno                              | Tombé            | Tombé            | Soumission                                                      | Soumission                                                      |                                                                 |                                                                 |  |  |                                         |                                         |                                         |                                         |  |  |                                         |                                         |                                         |                                         |
|  | Masakatsu Funaki                                           | Masakatsu Funaki                           |                                                                 |                                            |                  |                  |                                                                 | Soumission                                                      |                                                                 |                                                                 |  |  |                                         |                                         |                                         |                                         |  |  |                                         |                                         |                                         |                                         |
|  | Tajiri                                                     | Tajiri                                     | 03:50                                                           | 03:50                                      |                  |                  |                                                                 |                                                                 |                                                                 |                                                                 |  |  |                                         |                                         |                                         |                                         |  |  |                                         |                                         |                                         |                                         |
|  | Tajiri                                                     | Tajiri                                     | 03:50                                                           | 03:50                                      | Masakatsu Funaki | Masakatsu Funaki | Tombé                                                           | Tombé                                                           |                                                                 |                                                                 |  |  |                                         |                                         |                                         |                                         |  |  |                                         |                                         |                                         |                                         |
|  | Industrial Exhibition Hall, Kanazawa le 21 septembre 2014. |                                            |                                                                 |                                            | Masakatsu Funaki | Masakatsu Funaki | Tombé                                                           | Tombé                                                           |                                                                 |                                                                 |  |  |                                         |                                         |                                         |                                         |  |  |                                         |                                         |                                         |                                         |
|  |                                                            |                                            | Akira                                                           | Akira                                      | 14:13            | 14:13            |                                                                 |                                                                 |                                                                 |                                                                 |  |  |                                         |                                         |                                         |                                         |  |  |                                         |                                         |                                         |                                         |
|  | Ryota Hama                                                 | Ryota Hama                                 | Akira                                                           | Akira                                      | 14:13            | 14:13            | 07:34                                                           | 07:34                                                           |                                                                 |                                                                 |  |  |                                         |                                         |                                         |                                         |  |  |                                         |                                         |                                         |                                         |
|  | Ryota Hama                                                 | Ryota Hama                                 | Nagoya Congress Convention Centre, Nagoya le 23 septembre 2014. |                                            |                  |                  | 07:34                                                           | 07:34                                                           |                                                                 |                                                                 |  |  |                                         |                                         |                                         |                                         |  |  |                                         |                                         |                                         |                                         |
|  | Akira                                                      | Akira                                      | Tombé                                                           | Tombé                                      |                  |                  |                                                                 |                                                                 |                                                                 |                                                                 |  |  |                                         |                                         |                                         |                                         |  |  |                                         |                                         |                                         |                                         |
|  | Akira                                                      | Akira                                      | Tombé                                                           | Tombé                                      | Masakatsu Funaki | Masakatsu Funaki | 07:10                                                           | 07:10                                                           |                                                                 |                                                                 |  |  |                                         |                                         |                                         |                                         |  |  |                                         |                                         |                                         |                                         |
|  | Industrial Exhibition Hall, Kanazawa le 21 septembre 2014. |                                            |                                                                 |                                            | Masakatsu Funaki | Masakatsu Funaki | 07:10                                                           | 07:10                                                           |                                                                 |                                                                 |  |  |                                         |                                         |                                         |                                         |  |  |                                         |                                         |                                         |                                         |
|  |                                                            |                                            | Masayuki Kōno                                                   | Masayuki Kōno                              | Tombé            | Tombé            |                                                                 |                                                                 |                                                                 |                                                                 |  |  |                                         |                                         |                                         |                                         |  |  |                                         |                                         |                                         |                                         |
|  | Masayuki Kōno                                              | Masayuki Kōno                              | Masayuki Kōno                                                   | Masayuki Kōno                              | Tombé            | Tombé            | Tombé                                                           | Tombé                                                           |                                                                 |                                                                 |  |  |                                         |                                         |                                         |                                         |  |  |                                         |                                         |                                         |                                         |
|  | Masayuki Kōno                                              | Masayuki Kōno                              |                                                                 |                                            |                  |                  |                                                                 | Tombé                                                           |                                                                 |                                                                 |  |  |                                         |                                         |                                         |                                         |  |  |                                         |                                         |                                         |                                         |
|  | Jiro Kuroshio                                              | Jiro Kuroshio                              | 04:56                                                           | 04:56                                      |                  |                  |                                                                 |                                                                 |                                                                 |                                                                 |  |  |                                         |                                         |                                         |                                         |  |  |                                         |                                         |                                         |                                         |
|  | Jiro Kuroshio                                              | Jiro Kuroshio                              | 04:56                                                           | 04:56                                      | Masayuki Kōno    | Masayuki Kōno    | Soumission                                                      | Soumission                                                      |                                                                 |                                                                 |  |  |                                         |                                         |                                         |                                         |  |  |                                         |                                         |                                         |                                         |
|  | Korakuen Hall, Tokyo le 22 septembre 2014.                 |                                            |                                                                 |                                            | Masayuki Kōno    | Masayuki Kōno    | Soumission                                                      | Soumission                                                      |                                                                 |                                                                 |  |  |                                         |                                         |                                         |                                         |  |  |                                         |                                         |                                         |                                         |
|  |                                                            |                                            | Yusuke Kodama                                                   | Yusuke Kodama                              | 09:07            | 09:07            |                                                                 |                                                                 |                                                                 |                                                                 |  |  |                                         |                                         |                                         |                                         |  |  |                                         |                                         |                                         |                                         |
|  | Yasufumi Nakanoue                                          | Yasufumi Nakanoue                          | Yusuke Kodama                                                   | Yusuke Kodama                              | 09:07            | 09:07            | 12:32                                                           | 12:32                                                           |                                                                 |                                                                 |  |  |                                         |                                         |                                         |                                         |  |  |                                         |                                         |                                         |                                         |
|  | Yasufumi Nakanoue                                          | Yasufumi Nakanoue                          |                                                                 |                                            |                  |                  |                                                                 | 12:32                                                           |                                                                 |                                                                 |  |  |                                         |                                         |                                         |                                         |  |  |                                         |                                         |                                         |                                         |
|  | Yusuke Kodama                                              | Yusuke Kodama                              | Tombé                                                           | Tombé                                      |                  |                  |                                                                 |                                                                 |                                                                 |                                                                 |  |  |                                         |                                         |                                         |                                         |  |  |                                         |                                         |                                         |                                         |
|  | Yusuke Kodama                                              | Yusuke Kodama                              | Tombé                                                           | Tombé                                      |                  |                  |                                                                 |                                                                 |                                                                 |                                                                 |  |  |                                         |                                         |                                         |                                         |  |  |                                         |                                         |                                         |                                         |
|  |                                                            |                                            |                                                                 |                                            |                  |                  |                                                                 |                                                                 |                                                                 |                                                                 |  |  |                                         |                                         |                                         |                                         |  |  |                                         |                                         |                                         |                                         |

| #  | Catcheur       | Règne | Date               | Durée                     | Lieu     | Événement                           | Notes                                                           |
| -- | -------------- | ----- | ------------------ | ------------------------- | -------- | ----------------------------------- | --------------------------------------------------------------- |
| 1  | Masayuki Kōno  | 1     | 8 octobre 2014     | 24 jours                  | Tokyo    | Shodai Ōja Kettei Tournament        | Il bat en finale du tournoi Kai et devient le premier champion. |
| 2  | Keiji Mutō     | 1     | 1er novembre 2014  | 4 mois et 7 jours         | Tokyo    | Hold Out                            | [ 13 ]                                                          |
| 3  | Kai            | 1     | 8 mars 2015        | 24 jours                  | Tokyo    | Trans Magic                         | [ 14 ]                                                          |
| 4  | Hideki Suzuki  | 1     | 1er avril 2015     | 3 mois et 11 jours        | Tokyo    | Cherry Blossom                      | [ 15 ]                                                          |
| 5  | Kai            | 2     | 12 juillet 2015    | 2 mois et 9 jours         | Tokyo    | Symbol                              | [ 16 ]                                                          |
| 6  | Manabu Soya    | 1     | 21 septembre 2015  | 3 mois et 20 jours        | Tokyo    | 2nd Anniversary                     | [ 17 ]                                                          |
| 7  | Yuji Hino      | 1     | 10 janvier 2016    | 3 mois et 24 jours        | Tokyo    | Sunrise                             | [ 18 ]                                                          |
| 8  | Kai            | 3     | 4 mai 2016         | 3 mois et 7 jours         | Tokyo    | Triumph Day 2                       | [ 19 ]                                                          |
| 9  | Daiki Inaba    | 1     | 11 août 2016       | 2 mois et 22 jours        | Yokohama | Pro-Wrestling Love In Yokohama      | [ 20 ]                                                          |
| 10 | Masayuki Kōno  | 2     | 2 novembre 2016    | 4 mois et 18 jours        | Tokyo    | Autumn Bout                         | [ 21 ]                                                          |
| 11 | Shotaro Ashino | 1     | 20 mars 2017       | 11 mois et 22 jours       | Tokyo    | Trans Magic 2017                    | [ 22 ]                                                          |
| 12 | Manabu Soya    | 2     | 14 mars 2018       | 5 mois et 19 jours        | Tokyo    | Trans Magic 2018                    | [ 23 ]                                                          |
| 13 | Shotaro Ashino | 2     | 2 septembre 2018   | 4 mois et 3 jours         | Yokohama | Pro-Wrestling Love In Yokohama 2018 | [ 24 ]                                                          |
| 14 | T-Hawk         | 1     | 5 janvier 2019     | 7 mois et 27 jours        | Tokyo    | Wrestle-1 Tour 2019 Sunrise         | [ 25 ]                                                          |
| 15 | Daiki Inaba    | 2     | 1er septembre 2019 | 5 ans, 6 mois et 13 jours | Yokohama | Pro-Wrestling Love In Yokohama 2019 | [ 26 ]                                                          |

## Règnes combinés
| # | Champion       | Nombre de règnes | Jours combinés |
| - | -------------- | ---------------- | -------------- |
| 1 | Shotaro Ashino | 2                | 484            |
| 2 | Manabu Soya    | 2                | 283            |
| 3 | T-Hawk         | 1                | 239            |
| 4 | Kai            | 3                | 201            |
| 5 | Masayuki Kōno  | 2                | 162            |
| 6 | Daiki Inaba    | 1                | 2104           |
| 7 | Keiji Mutō     | 1                | 127            |
| 8 | Yuji Hino      | 1                | 115            |
| 9 | Hideki Suzuki  | 1                | 102            |